# Mischief Makers
Mischief Makers, in Japan bekend als Yuke Yuke!! Trouble Makers (ゆけゆけ！！トラブルメーカーズ, lit. Go Go!! Trouble Makers), is een platformspel ontwikkeld door Treasure en uitgegeven door Enix in Japan en door Nintendo in de Verenigde Staten en Europa voor de Nintendo 64.